# Свенссон, Макс
Макс Свенссон (швед. Max Svensson; 19 июня 1998, Теоматорп, Швеция) — шведский футболист, полузащитник клуба «Хельсингборг».

## Клубная карьера
Свенссон — воспитанник клуба «Хельсингборг». 16 июля 2016 года в матче против «Сундсвалля» он дебютировал в Аллсвенскан лиге. По итогам сезона клуб вылетел из элиты, после этого Свенссон начал получать больше шансов в стартовом составе. 17 апреля 2017 года в матче против «Ефле» он дебютировал в Суперэттан. 1 мая в поединке против «Дегерфорс» Макс забил свой первый гол за «Хельсингборг».
13 июля 2021 года перешёл в нидерландский «Виллем II», подписав с клубом трёхлетний контракт.
4 июля 2024 года подписал контракт с клубом «Кальмар» до конца года. 14 июля дебютировал за клуб в матче чемпионата против «Броммапойкарна», выйдя на замену на 76-й минуте вместо Юнатана Ринга.

## Международная карьера
В 2017 году в составе юношеской сборной Швеции Свенссон принял участие в юношеском чемпионате Европы в Грузии. На турнире он сыграл в матчах против команд Португалии и Грузии.

## Достижения
«Виллем II»
- Победитель Первого дивизиона Нидерландов: 2023/24